# Frank Rounds
 (mai 2024).
Frank Russel Rounds (1861-1945) est un charpentier américain ayant vécu sur l'île Mackinac, connu pour la construction du phare de Round Island, l'un des phares les plus photographiés au monde. Il a construit de nombreux bâtiments à Mackinac, dont l'église Little Stone, la promenade et le parcours de golf du club Wawashkamo.

## Carrière
Frank Rounds est arrivé pour la première fois sur l'île Mackinac en 1887 en tant qu'ouvrier du Grand Hôtel.
Rounds était un artisan aux multiples facettes. En octobre 1898, il engage Lewis L. McArthur pour diriger la construction paysagère du terrain de golf Wawashkamo qui ouvre en 1899. Ce sont les plus anciens parcours de golf du Michigan sur lesquels on joue sur le terrain d'origine. (Il existe des clubs plus anciens dans le Michigan mais ceux-ci ont déplacé ou réaménagé leurs terrains.) Les dangers historiques de Wawashkamo tels que les « gouttes de chocolat » aux 8e et 17e trous ont été surélevés par Rounds et ses hommes avec les pierres découvertes pendant l'aménagement paysager.
Au cours de la première décennie du XXe siècle, l'expertise de Rounds en matière de pierres des champs et de mortier durable apporte une valeur ajoutée significative à l'architecture de l'île Mackinac. Les Cudahy l'embauchent à Stonecliffe où Rounds et son équipe construisent le mur de sécurité de Sunset Rock, le point de vue au sommet d'une falaise récemment acquis par le parc d'État. Les poteaux historiques en pierre des champs de Stonecliffe et du Grand Hotel font certainement partie de ses œuvres.
Du côté ouest de l'hôtel, face à West Bluff Road, deux des poteaux d'entrée du Grand Hôtel édifiés par Rounds existent toujours.
Frank Rounds a participé aux voyages d'été de l'âge d'or de l'île Mackinac. La période de construction active sur l'île Mackinac touche à sa fin dans les années 1920 et 1930. Rounds continue à travailler dans son atelier de menuiserie près de la rue Astor, aidant à réparer et à entretenir les bâtiments que lui et ses voisins avaient construits.
La famille Rounds conserve divers objets et maquettes des bâtiments de l'île Mackinac au Robert Stuart House City Museum.